# Patrik Laine
Patrik Laine (ur. 19 kwietnia 1998 w Tampere) – fiński hokeista, reprezentant Finlandii. 

## Kariera
- Tappara U16 (2012-2013)
- Tappara U18 (2012-2014)
- Tappara U20 (2013-2014)
- Tappara (2014-2016)
  -  LeKi (2014-2015)
- Winnipeg Jets (2016-2021)
- Columbus Blue Jackets (2021-)

Wychowanek klubu Tappara Tampere. Przeszedł kolejne szczeble w juniorskich zespołach klubu. W czerwcu 2014 podpisał trzyletni kontrakt z klubem seniorskim. Od sezonu Liiga (2014/2015) rozpoczął występy w seniorskiej lidze fińskiej. Mimo tego w tym sezonie występował czasowo przekazany do zespołu LeKi w drugiej lidze Mestis. W KHL Junior Draft z 2015 do rosyjskich rozgrywek KHL został wybrany przez łotewski klub Dinamo Ryga. W tym samym roku został wybrany w drafcie do kanadyjskich rozgrywek juniorskich CHL przez klub Sarnia Sting z ligi OHL. W drafcie NHL z 2016 został wybrany przez Winnipeg Jets z numerem 2. 3 lipca 2016 podpisał trzyletni kontrakt wstępujący z tym klubem na występy w NHL. We wrześniu 2019 przedłużył kontrakt o dwa lata. Po rozegraniu jednego meczu w opóźnionym sezonie NHL (2020/2021) w styczniu 2021 został przetransferowany do Columbus Blue Jackets w toku wymiany za Pierre’a-Luca Duboisa. W lipcu 2022 przedłużył kontrakt z CBJ o cztery lata.
Został reprezentantem Finlandii. Uczestniczył w turniejach mistrzostw świata do lat 18 edycji 2015, mistrzostw świata do lat 20 edycji 2016. W kadrze seniorskiej uczestniczył w turniejach mistrzostw świata w 2016, Pucharu Świata 2016.
W trakcie kariery określany pseudonimem Pate.

## Sukcesy
Reprezentacyjne
- Srebrny medal mistrzostw świata juniorów do lat 18: 2015
- Złoty medal mistrzostw świata juniorów do lat 20: 2016
- Srebrny medal mistrzostw świata: 2016

Klubowe
- Srebrny medal mistrzostw Finlandii; 2015 z Tappara
- Złoty medal mistrzostw Finlandii: 2016 z Tappara

Indywidualne
- Mistrzostwa świata do lat 18 w hokeju na lodzie mężczyzn 2015/Elita:
  - Pierwsze miejsce w klasyfikacji strzelców turnieju: 8 goli[8]
  - Piąte miejsce w klasyfikacji kanadyjskiej turnieju: 11 punktów[9]
  - Jeden z trzech najlepszych zawodników reprezentacji na turnieju[10]
  - Skład gwiazd turnieju[11]
- Mistrzostwa Świata Juniorów w Hokeju na Lodzie 2016/Elita:
  - Pierwsze miejsce w klasyfikacji strzelców turnieju: 7 goli[12]
  - Dziewiąte miejsce w klasyfikacji asystentów turnieju: 9 asyst[13]
  - Trzecie miejsce w klasyfikacji kanadyjskiej turnieju: 13 punktów[14]
  - Piąte miejsce w klasyfikacji +/- turnieju: +8[15]
  - Jeden z trzech najlepszych zawodników reprezentacji na turnieju[16]
  - Skład gwiazd turnieju[17]
- Liiga (2015/2016):
  - Pierwsze miejsce w klasyfikacji strzelców w fazie play-off (jako debiutant): 10 goli[18]
  - Trzecie miejsce w klasyfikacji kanadyjskiej w fazie play-off: 15 punktów[19]
  - Najlepszy debiutant sezonu (Trofeum Jarmo Wasamy)
  - Najlepszy zawodnik w fazie play-off (Trofeum Jariego Kurri)
- Mistrzostwa Świata w Hokeju na Lodzie 2016/Elita:
  - Drugie miejsce w klasyfikacji strzelców turnieju: 7 goli[20]
  - Czwarte miejsce w klasyfikacji kanadyjskiej turnieju: 12 punktów[21]
  - Jeden z trzech najlepszych zawodników reprezentacji w turnieju[22]
  - Skład gwiazd turnieju[23]
  - Najlepszy napastnik turnieju[24]
  - Najbardziej Wartościowy Zawodnik (MVP) turnieju[25]
- NHL (2016/2017): Meczu Gwiazd NHL edycji 2017